# Lituania ai XXIV Giochi olimpici invernali
La Lituania ha partecipato ai XXIV Giochi olimpici invernali, che si sono svolti dal 4 al 20 febbraio 2022 a Pechino in Cina, con una delegazione composta da 13 atleti. Portabandiera della squadra nel corso della cerimonia di apertura sono stati i danzatori su ghiaccio Deividas Kizala e Paulina Ramanauskaitė.

## Delegazione
| Sport                 | Uomini | Donne | Totale |
| --------------------- | ------ | ----- | ------ |
| Biathlon              | 4      | 1     | 5      |
| Pattinaggio di figura | 1      | 1     | 2      |
| Sci alpino            | 1      | 1     | 2      |
| Sci di fondo          | 2      | 2     | 4      |
| Totale                | 8      | 5     | 13     |

## Biathlon

### Uomini
| Evento               | Atleta                                                       | Tempo     | Errori       | Posizione |
| -------------------- | ------------------------------------------------------------ | --------- | ------------ | --------- |
| 10 km sprint         | Linas Banys                                                  | 28'05"8   | 3 (1+2)      | 90º       |
| 10 km sprint         | Karol Dombrovski                                             | 27'11"2   | 1 (0+1)      | 73º       |
| 10 km sprint         | Tomas Kaukėnas                                               | 27'27"9   | 2 (1+1)      | 80º       |
| 10 km sprint         | Vytautas Strolia                                             | 26'22"4   | 2 (1+1)      | 43º       |
| 12,5 km inseguimento | Vytautas Strolia                                             | 48'47"8   | 10 (2+3+1+4) | 58º       |
| 20 km individuale    | Linas Banys                                                  | 57'46"2   | 3 (1+1+0+1)  | 79º       |
| 20 km individuale    | Karol Dombrovski                                             | 56'30"1   | 4 (0+1+0+3)  | 71º       |
| 20 km individuale    | Tomas Kaukėnas                                               | 56'30"0   | 5 (1+0+2+2)  | 70º       |
| 20 km individuale    | Vytautas Strolia                                             | 52'10"4   | 1 (0+0+0+1)  | 21º       |
| Staffetta 4x7,5 km   | Tomas Kaukėnas Vytautas Strolia Karol Dombrovski Linas Banys | 1h25'37"8 | 0+11         | 14º       |

### Donne
| Evento            | Atleta                | Tempo   | Errori      | Posizione |
| ----------------- | --------------------- | ------- | ----------- | --------- |
| 7,5 km sprint     | Gabrielė Leščinskaitė | 23'37"1 | 0 (0+0)     | 63ª       |
| 15 km individuale | Gabrielė Leščinskaitė | 51'39"2 | 4 (1+1+0+2) | 61ª       |

## Pattinaggio di figura
| Atleta                                | Evento            | Programma corto | Programma corto | Programma libero | Programma libero | Totale          | Totale          |
| Atleta                                | Evento            | Punti           | Posizione       | Punti            | Posizione        | Punti           | Posizione       |
| ------------------------------------- | ----------------- | --------------- | --------------- | ---------------- | ---------------- | --------------- | --------------- |
| Paulina Ramanauskaitė Deividas Kizala | Danza su ghiaccio | 58,35           | 23ª             | non qualificati  | non qualificati  | non qualificati | non qualificati |

## Sci alpino
| Atleta            | Evento                    | Tempo     | Tempo     | Tempo  | Posizione |
| Atleta            | Evento                    | 1ª manche | 2ª manche | Totale | Posizione |
| ----------------- | ------------------------- | --------- | --------- | ------ | --------- |
| Andrej Drukarov   | Slalom speciale maschile  | DNS       | DNS       | DNS    | DNS       |
| Andrej Drukarov   | Slalom gigante maschile   | 1'05"78   | DNF       | DNF    | DNF       |
| Gabija Šinkūnaitė | Slalom speciale femminile | DNF       | DNF       | DNF    | DNF       |

## Sci di fondo

### Uomini
| Evento                 | Atleta                               | Qualificazioni | Qualificazioni | Quarti di finale | Quarti di finale | Semifinali      | Semifinali      | Finale          | Finale          |
| Evento                 | Atleta                               | Tempo          | Pos.           | Tempo            | Pos.             | Tempo           | Pos.            | Tempo           | Pos.            |
| ---------------------- | ------------------------------------ | -------------- | -------------- | ---------------- | ---------------- | --------------- | --------------- | --------------- | --------------- |
| Sprint                 | Tautvydas Strolia                    | 3'06"76        | 68º            | non qualificato  | non qualificato  | non qualificato | non qualificato | non qualificato | non qualificato |
| Sprint                 | Modestas Vaičiulis                   | 3'01"28        | 49º            | non qualificato  | non qualificato  | non qualificato | non qualificato | non qualificato | non qualificato |
| Sprint a squadre       | Modestas Vaičiulis Tautvydas Strolia | N.D.           | N.D.           | N.D.             | N.D.             | 22'17"79        | 12º             | non qualificato | non qualificato |
| Evento                 | Atleta                               | Tempo          | Tempo          | Tempo            | Distacco         | Distacco        | Distacco        | Posizione       | Posizione       |
| 15 km tecnica classica | Tautvydas Strolia                    | 46'53"1        | 46'53"1        | 46'53"1          | +8'58"3          | +8'58"3         | +8'58"3         | 83º             | 83º             |

### Donne
| Evento                 | Atleta                       | Qualificazioni | Qualificazioni | Quarti di finale | Quarti di finale | Semifinali      | Semifinali      | Finale          | Finale          |
| Evento                 | Atleta                       | Tempo          | Pos.           | Tempo            | Pos.             | Tempo           | Pos.            | Tempo           | Pos.            |
| ---------------------- | ---------------------------- | -------------- | -------------- | ---------------- | ---------------- | --------------- | --------------- | --------------- | --------------- |
| Sprint                 | Ieva Dainytė                 | 4'10"99        | 86ª            | non qualificata  | non qualificata  | non qualificata | non qualificata | non qualificata | non qualificata |
| Sprint                 | Eglė Savickaitė              | 4'03"60        | 82ª            | non qualificata  | non qualificata  | non qualificata | non qualificata | non qualificata | non qualificata |
| Sprint a squadre       | Eglė Savickaitė Ieva Dainytė | N.D.           | N.D.           | N.D.             | N.D.             | LAP             | 14ª             | non qualificate | non qualificate |
| Evento                 | Atleta                       | Tempo          | Tempo          | Tempo            | Distacco         | Distacco        | Distacco        | Posizione       | Posizione       |
| 10 km tecnica classica | Ieva Dainytė                 | 39'07"4        | 39'07"4        | 39'07"4          | +11'01"1         | +11'01"1        | +11'01"1        | 91ª             | 91ª             |
| 10 km tecnica classica | Eglė Savickaitė              | 38'26"5        | 38'26"5        | 38'26"5          | +10'20"2         | +10'20"2        | +10'20"2        | 89ª             | 89ª             |